# Heinsdorfergrund
Heinsdorfergrund é um município da Alemanha, situado no distrito de Vogtlandkreis, no estado da Saxônia. Tem 21,86 km² de área, e sua população em 2019 foi estimada em 1.968 habitantes.